# Jaume Mariano Torrens
Jaume Mariano Torrens   (Palma, 20 de juny de 1969) és un antic pilot motociclista mallorquí. Participà en els Campionats Mundials de Velocitat de 1988, 1989, 1990 i 1991 en les categories de 80cc, 125cc i 250cc.
L'any 1989 guanyà el Campionat d'Europa de 80 cc.

## Resultats al Mundial de motociclisme[2]
| Any   | Categoria | Moto     | Curses | Victòries | Podi | Pole | Fast lap | Punts | Posició |
| ----- | --------- | -------- | ------ | --------- | ---- | ---- | -------- | ----- | ------- |
| 1988  | 80cc      | JJ Cobas | 6      | 0         | 0    | 0    | 0        | 1     | 32è     |
| 1989  | 80cc      | Casal    | 5      | 0         | 0    | 0    | 0        | 33    | 9è      |
| 1990  | 125cc     | Honda    | 6      | 0         | 0    | 0    | 0        | 1     | 37è     |
| 1991  | 125cc     | JJ Cobas | 2      | 0         | 0    | 0    | 0        | 0     | -       |
| 1991  | 250cc     | Aprilia  | 7      | 0         | 0    | 0    | 0        | 0     | -       |
| Total |           |          | 26     | 0         | 0    | 0    | 0        | 35    |         |